# Kama Sywor Kamanda
Kamanda Kama Sywor (Luebo, 11 de novembro de 1952) é um escritor, poeta, romancista, dramaturgo, conferencista, ensaísta e contador de histórias congolês de língua francesa. Ele também é um intelectual comprometido que contribui à evolução das idéias e da história de África é um escritor e poeta africano de reconhecimento internacional, premiado diversas vezes. Ele nasceu em Luebo, na província de Kasaï - Ocidental. Ele conhece rapidamente o sucesso com as suas primeiras publicações, os Contos das velhas africas.Desde o começo da sua carreira, sua obra literária se destingue pela sua originalidade,seu estilo único e seus temas. Como escreve e bem "Babelio" na biografia do autor: Kamanda deve em grande parte seu renome mondial de escritor aos seus Contos de Kamanda, assim se deveriam chamar, pões a sua força de evocação e sua qualidade literária encaixa este escritor africano entre os maiores autores clássicos tais como: Andersen , Grimm, Perrault et Maupassant.

## Escritor, poeta, romancista,dramaturgo,conferêncita,ensaista e contador de historias.
Escritor congolense de origem egípcia, Kama Sywor KAMANDA se distinguiu por seus contos literários ao mesmo tempo inspirados em suas experiências pessoais, seu imaginário e as tradições e realidades do continente negro. Narrações fantásticas trazidas por um espírito visionário, seus contos são impregnados da cultura e da civilização das terras africanas para transcender, finalmente, o espaço e o tempo e atingir o universal. Eles exprimem, além do imaginário, os mitos e os símbolos da sociedade negro-africana em toda a sua riqueza e diversidade.
Como poeta, ele soube dar um novo sopro e grandeza à poesia contemporânea, graças à riqueza de sua linguagem e ao seu domínio da metáfora. Seus versos são viagens entre o real e o irreal, o imaginário e a razão, o exílio e o enraizamento, a dor e a felicidade, o histórico e o eterno. Ao mesmo tempo clássica e inventiva, sua poesia é ornada de um apelo profundo à harmonia, para além das tormentas dos corpos e dos corações.
Como romancista, KAMANDA não se cansa de trazer consigo sua África e seus sonhos. Ele se revela um verdadeiro resistente face aos poderes totalitários, mas também um cúmplice dos homens e mulheres que lutam em silêncio pelo respeito de seus direitos ou sua sobrevivência e a de seus filhos. Escritor engajado, ele sempre se considerou uma “alma perdida entre os sonhos e as ilusões, as alegrias e as aflições do mundo africano”.

## Uma nova nota
“Escritor de paixão, de ritmo, Kamanda traz uma nova nota na sinfonia literária de hoje em dia [...] mestre do pensamento de uma filosofia profunda da vida, vivendo um compromisso no qual implica-se, com todo o seu ser, com o sangue das palavras como testemunhos. [...] Em cada página, seus livros guiam nossos passos para um universo misterioso e atendem a necessidade de fantasias que cada um traz em si.”                 ~ Marie-Claire De Coninck

## Biografia
KAMANDA, Kama Sywor, poeta, escritor, contador de histórias, dramaturgo; nascido em Luebo, no Congo, em 11 de novembro de 1952. Diploma do Estado em literatura, 1968; diploma em jornalismo, Escola de Jornalismo, Kinshasa, Congo, 1969; diploma em ciências políticas, Universidade de Kinshasa, Congo, 1973; licenciatura em filosofia e humanidades (menção), Universidade de Kinshasa, Congo, 1975; estudos de direito, Universidade de Liège, 1981. Conferencista convidado em várias universidades no mundo e autor de críticas culturais e políticas.

## Obras traduzidas
- Inglês: Wind Whispering Soul, 2001 ; Tales, 2001 ;
- Italiano: Le miriadi di tempi vissuti, 2004 ; La stretta delle parole, 2004 ;
- Japonês: Les Contes du griot, t. I, 2000 ; t. II, 2005 ;
- Chinês: Les Contes du griot, t. I, 2003 ; t. II, 2004 ;

e severa outras línguas

## Reconhecimento internacional
- Prêmio Paul Verlaine da Academia Francesa
- Prêmio Théophile Gauthier da Academia Francesa
- Prêmio Louise Labé
- Grande Prêmio Literário da África Negra
- Menção Especial ‘Poésiades’, Instituto Acadêmico de Paris
- Jasmim de Prata pela originalidade poética, Sociedade Literária Jasmim de Prata
- Prêmio Théophile Gauthier da Academia Francesa
- Prêmio Melina Mercouri, Associação dos Poetas e Escritores Gregos
- Poeta do Milênio 2000, Academia Internacional dos Poetas, Índia
- Cidadão de Honra Joal-Fadiouth, Senegal
- Grande Prêmio de Poesia da Sociedade Internacional dos Escritores Gregos
- Top 100 dos escritores 2005, Centro Biográfico Internacional, Cambridge
- Profissional do Ano 2005, Centro Biográfico Internacional, Cambridge
- Homem do Ano 2005, Instituto Biográfico Americano
- Certificado de Honra pela contribuição excepcional à francofonia, *Certificado Maurice Cagnon, Conselho Internacional de Estudos Francófonos
- Diploma de Mestrado com Honra Especial em Escrita, Academia Mundial de Letras, USA
- Prêmio da Paz Internacional 2006, Convenção Cultural Unida, USA
- Prêmio Heredia da Academia Francesa

## Publicações consagradas à obra do autor (em francês)
- 1993 – Kama Kamanda au pays du conte (Marie-Claire de Coninck
- 1994 – Kama Kamanda poète de l’exil (Pierrette Sartin)
- 1997 – Kama Kamanda, Hommage
- 2003 – Kama Sywor Kamanda, chantre de la mémoire égyptienne (Isabelle Cata et Frank Nyalendo)
- 2007 – Regards critiques (Marie-Madeleine Van Ruymbeke Stey, dir.)

“Kamanda traz em si suas raízes. Em si, seu sentimento profundo de ser cantor. E, através de um lirismo muito vasto que se estende pelas páginas, este poeta confessa sua liberdade. Sua identidade, a de um homem negro que sente viver em si suas irmãs e irmãos negros. Trata-se então, antes de mais nada, de uma exaltação de seu povo, de suas febres, de seus dramas, de suas alegrias. Canto subterrâneo que salmodia, canto aéreo que perfura o ar e que clama ao ar dos outros continentes.”          Jacques Izoard